# The Music of the Night
"The Music of the Night" (também identificados apenas como "Music of the Night") é uma canção popular do musical O Fantasma da Ópera. A música foi escrita por Andrew Lloyd Webber , com letra escrita por Charles Hart. Ela já apareceu em várias trilhas sonoras do musical, tais como o elenco original, versão na qual o ator inglês Michael Crawford canta a canção.

## História e performances
Inicialmente feita pelo famoso Michael Crawford, o ator que originou o papel do Fantasma, tanto no West End e na Broadway, a canção popular, já vendeu milhões de cópias em todo o mundo e foi traduzido para muitos idiomas diferentes. O Really Useful Group filmou um vídeo estrelado por Crawford e Sarah Brightman (que não canta), que contou com a letra original para a música. Crawford, mais tarde, gravou a canção em dueto com Barbra Streisand para seu álbum "de Volta à Broadway" (1993). Esta versão da canção também aparece em seu álbum de grandes duetos.
No musical, é cantado depois de o Fantasma levar Christine Daaé para para o seu covil abaixo da Casa de Ópera. Ele seduz Christine com sua música da noite, com sua voz  a colocá-la em um tipo de transe. Ele canta o seu indizível amor por ela e pede a ela para esquecer o mundo e a vida que conheceu antes. O Fantasma leva Christine para dentro do covil, e eventualmente, puxa para trás uma cortina para revelar uma manequim vestida em um vestido de casamento assemelhando-se a Christine. Quando ela se aproxima dele, a boneca se move fazendo-a desmaiar. O Fantasma, em seguida, carrega Christine até a cama, onde ele põe ela e continua a escrever sua música.
Sarah Brightman declarou em Londres, em um conceto no Royal Albert Hall em 1997, que a música foi originalmente escrita por Andrew Lloyd Webber para ela, a primeira vez que ele a conheceu. Esta versão tinha letras diferentes e foi chamado de "Married Man". As letras foram mais tarde reescritao e a canção foi adicionadoa em O Fantasma da Ópera. Após sua execução, como a Christine original, ela começou a usar a música em seus shows solo.
Um ano antes de O Fantasma da Ópera ter aberto no Her Majesty's Theatre, a versão original da canção foi realizada no próprio teatro de Andrew Lloyd Webber, o Sydmonton, junto com os primeiros rascunhos do show. O público-alvo foi um grupo de conhecidos de Webber. O Fantasma foi interpretado por Colm Wilkinson, que cantou "The Music of the Night" no Ato. Como Charles Hart ainda não tinha se envolvido com a produção, las letras eram muito diferentes das utilizadas nos três variações da música.
Desde que Sarah foi a primeira soprano cantar essa canção, Jackie Evancho fez a sua versão de seu filme-concerto temático chamado  Songs from the Silver Screen com as palavras, "compose the music of the night".
Uma versão de "The Music of the Night", interpretada por Sarah Brightman com letras alternativas, bem como um final diferente, substituindo a linha "o poder da música que eu escrevo," com "a harmonia que só os sonhos podem escrever".

## Puccini controvérsia
Devido a semelhanças entre a música e a melodia recorrente na ópera La bohème del West (The Girl of the Golden West) de Giacomo Puccini, a empresa de Puccini abriu uma ação contra Webber, acusando-o de plágio, mas o processo foi resolvido fora do tribunal e detalhes não foram divulgados para o público.

## Legado
- Meryl Davis e Charlie White usou a canção na dança no gelo dos Jogos Olímpicos de Inverno de 2010 de Vancouver e ganhou uma medalha de prata.